# Dongchangbai Shan
Dongchangbai Shan (chinesisch 冬長白山) ist ein 133 m hoher und felsiger Hügel an der Ingrid-Christensen-Küste des ostantarktischen Prinzessin-Elisabeth-Lands. Er ragt am Ostufer des Progress Lake an der Basis der Halbinsel Xiehe Bandao in den Larsemann Hills auf.
Chinesische Wissenschaftler benannten ihn 1993 im Zuge von Luftaufnahmen und Kartierungsarbeiten.